# Krzysztof Drzewiecki
Krzysztof Drzewiecki (ur. 14 grudnia 1972 w Bydgoszczy, zm. 30 stycznia 2006 w okolicach Tczewa) – bydgoski muzyk (organista), śpiewak operowy (tenor).

## Życiorys
Urodził się 14 grudnia 1972 w Bydgoszczy, w rodzinie Macieja i Barbary z domu Norman. W wieku 10 lat rozpoczął prywatne lekcje fortepianu, jednocześnie zaczął śpiewać w bydgoskich chórach: chłopięco-męskim przy Filharmonii Pomorskiej i „Canto” przy Pałacu Młodzieży w Bydgoszczy, występował na festiwalach w kraju i za granicą, także na scenie bydgoskiej opery w spektaklach Carmen G. Bizeta i Tosca G. Pucciniego w gmachu Teatru Polskiego. Ukończył w 1991 II Liceum Ogólnokształcące im. Mikołaja Kopernika w Bydgoszczy i zdał egzamin maturalny. W Państwowej Szkole Muzycznej I i II stopnia uczył się w klasie fortepianu H. Sulikowskiej (1987–1989) i w klasie organów Wacława Kłaputa (1989–1992). Szkołę Muzyczną ukończył w 1992 r., otrzymując dyplom muzyka-instrumentalisty (specjalność: gra na organach). Był absolwentem dwóch wydziałów Akademii Muzycznej w Bydgoszczy i Gdańsku. Ukończył klasę organów u prof. Piotra Grajtera w bydgoskiej uczelni (1997) oraz śpiew na Wydziale Wokalno-Aktorskim w klasie prof. Piotra Kusiewicza i adiunkta Leszka Skrli w Gdańsku (2002).
W czasie studiów brał udział w licznych kursach mistrzowskich prowadzonych przez wirtuozów organów. Był dwukrotnym stypendystą „Académie Internationale de Musique w ST. Bertrand du Comminges” we Francji (1996, 1998). Tajniki muzyki włoskiej poznawał na kursach mistrzowskich Wijnanda van de Pola (Sejny, 1994) i Andrei Marcona (Göteborg 1998). Własną działalność artystyczną rozpoczął recitalem organowym podczas XV Tygodnia Kultury Chrześcijańskiej w Bydgoszczy (1996). Podjął się organizacji Festiwalu Młodych Organistów i Wokalistów, którego został kierownikiem artystycznym. Koncertował jako organista na wielu festiwalach organowych, m.in. w Białymstoku, Gdańsku, Krakowie, Leżajsku, Lublinie, Łodzi, Pelplinie i Radomiu. Występował w Mannheim i w Hamburgu.
Jako śpiewak-tenor zadebiutował w 1996 w Requiem W.A. Mozarta, wystawionym przez bydgoską Akademię Muzyczną w Mannheim. W ramach studenckich warsztatów operowych w Bydgoszczy wystąpił w roli Eneasza w operze H. Purcella Dydona i Eneasz. Debiutem w profesjonalnej operze, na deskach Opery Leśnej w Sopocie, był występ w 2000 r. w operze R. Wagnera Tannhäuser. Współpracował z Państwową Operą Bałtycką w Gdańsku oraz śpiewał gościnnie w zespole muzyki dawnej „Cappella Gedanensis”. Jako solista-śpiewak występował pod batutą m.in. takich dyrygentów, jak: Tomasz Bugaj, Kai Bumann, Zbigniew Bruna, Janusz Przybylski, Jerzy Salwarowski, Włodzimierz Szymański, Zygmunt Rychert, zarówno na koncertach, jak i w spektaklach operowych.
Posiada na swoim koncie nagrania m.in. dla Radia Belgijskiego. Okazjonalnie zajmował się publicystyką muzyczną. Opublikował w latach 1999–2001 ok. 30 artykułów i recenzji na łamach „Promocji Kujawsko-Pomorskich”, „Ilustrowanego Kuriera Polskiego”, „Ruchu Muzycznego”, „Dziennika Bałtyckiego”.
Zginął 30 stycznia 2006 w wypadku samochodowym pod Tczewem. Pochowany 4 lutego 2006 na cmentarzu parafii Świętej Trójcy przy ul. Lotników w Bydgoszczy (kwatera 5).